# بانروشان
بانروشان یکی از روستاهای استان ایلام است که در دهستان هجداندشت بخش صالح‌آباد شهرستان مهران واقع شده‌است.